# Hansi Hinterseer
Hansi Hinterseer, född 2 februari 1954 i Kitzbühel i Österrike, österrikisk utförsåkare under 1970-talet och idag populär schlagersångare, TV-medarbetare och skådespelare.
Hinterseer vann sammanlagt sex världscupsegrar 1972-1975 i slalom och storslalom. 1973 blev han världscupsegrare i storslalom och vid VM 1974 i Sankt Moritz tog han VM-silver i storslalom. Sedan 1981 är han kommentator vid ORF:s skidsändningar. 1994 inledde han sin framgångsrika karriär som schlagersångare. Han arbetare också som programledare för schlager- och folkmusikprogram (se Volkstümliche Musik).
Hinterseers far, Ernst Hinterseer, vann OS-guld i slalom 1960.